# Kenneth Jonassen
Kenneth Jonassen (Herning, 3 de julio de 1974) es un deportista danés que compitió en bádminton, en la modalidad individual. Ganó seis medallas en el Campeonato Europeo de Bádminton entre los años 1998 y 2008.

## Palmarés internacional
| Campeonato Europeo | Campeonato Europeo       | Campeonato Europeo | Campeonato Europeo |
| Año                | Lugar                    | Medalla            | Prueba             |
| ------------------ | ------------------------ | ------------------ | ------------------ |
| 1998               | Sofía (Bulgaria)         | Medalla de plata   | Individual         |
| 2000               | Glasgow (Reino Unido)    | Medalla de bronce  | Individual         |
| 2002               | Malmö (Suecia)           | Medalla de plata   | Individual         |
| 2004               | Ginebra (Suecia)         | Medalla de plata   | Individual         |
| 2006               | Den Bosch (Países Bajos) | Medalla de plata   | Individual         |
| 2008               | Herning (Dinamarca)      | Medalla de oro     | Individual         |